# Залікова книжка

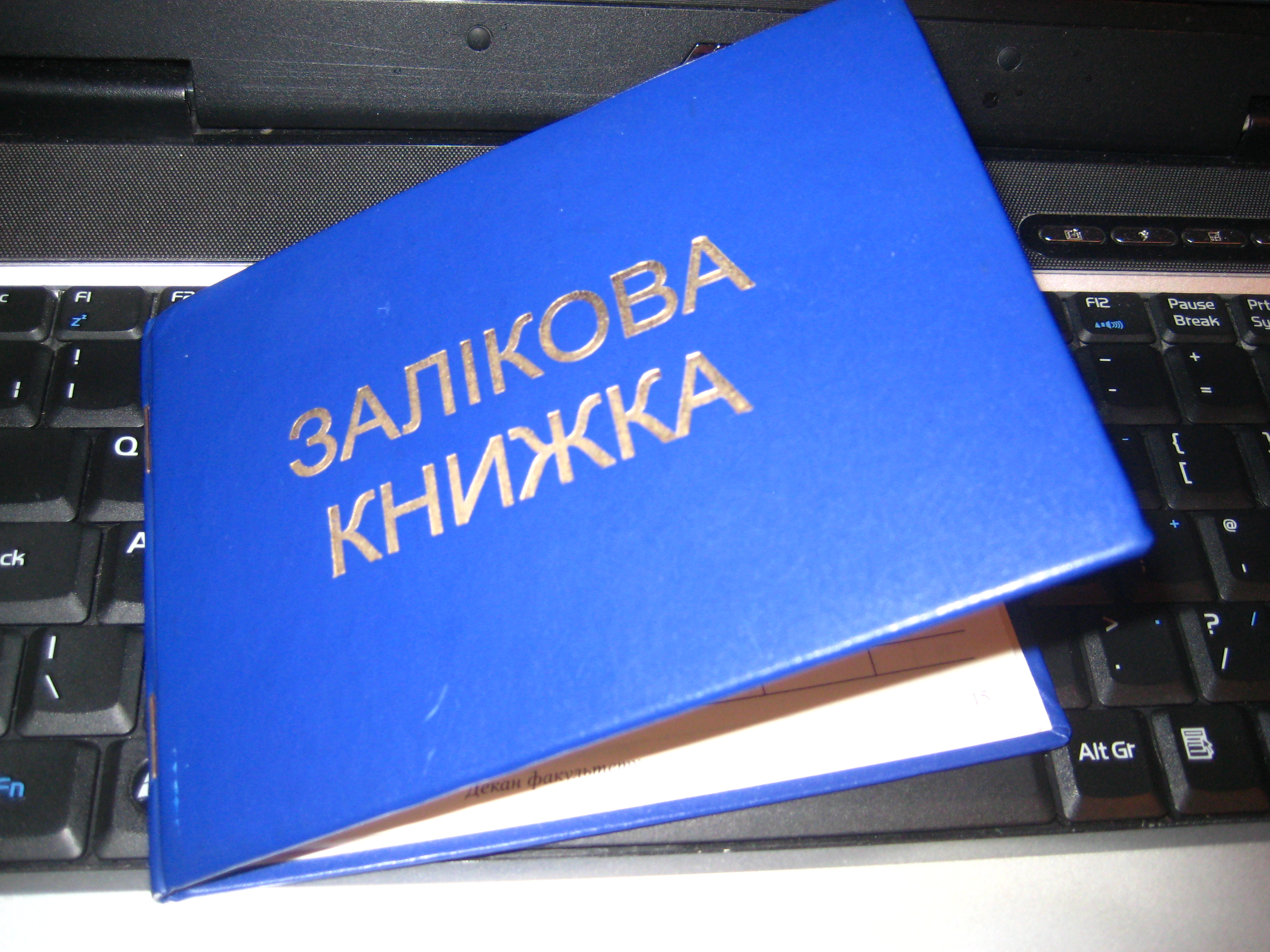
Звичний зовнішній вигляд української заліковки

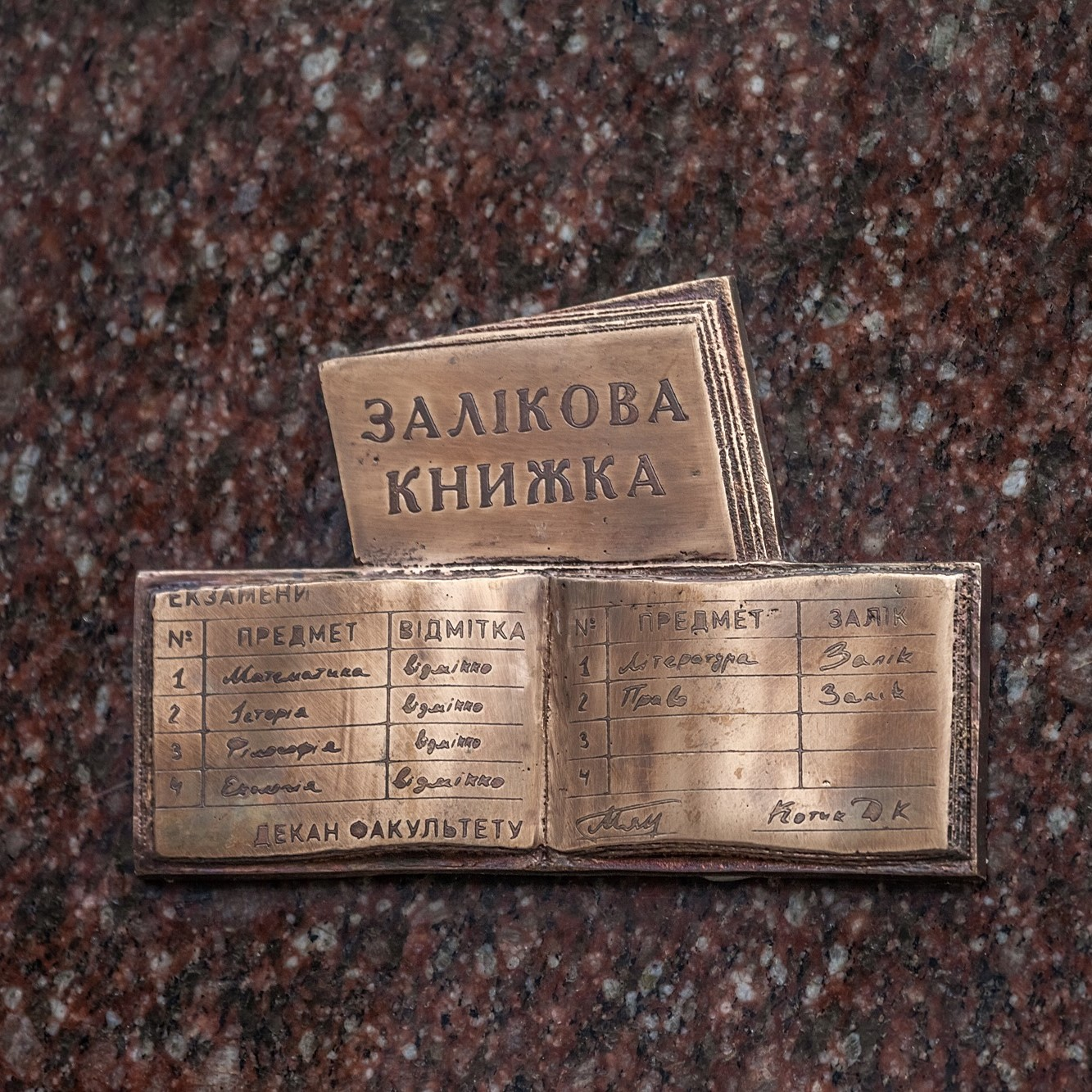
Мініскульптура Залікова книжка студента проєкту Відчуй Дніпро

Заліко́ва кни́жка — документ, у якому містяться записи про складання студентом заліків, іспитів, захисту курсових і дипломних робіт, виробничої та педагогічної практики.

## Зміст
Залікова книжка являє собою невелику брошуру, що містить сторінки з такою інформацією:
- Про власника: його відділення, факультет, номер залікової книжки, спеціальність, наказ про зарахування тощо
- Про складені заліки та іспити. Одна сторінка розвороту, як правило, присвячена записам про заліки («Практичні заняття»), інша — про іспити («Теоретичний курс»).
- Про курсові роботи.
- Про виробничу практику.
- Про державні іспити.
- Про дипломну роботу.
- Про диплом та направлення на роботу.

## Вшанування
У місті Дніпро встановлена мініскульптура на честь Залікової книжки в рамках проєкту Відчуй Дніпро.